# Opius katonicus
Opius katonicus är en stekelart som beskrevs av Fischer 1963. Opius katonicus ingår i släktet Opius och familjen bracksteklar. Inga underarter finns listade i Catalogue of Life.